# Шон Джонсон (футболіст)
Шон Еверет Джонсон (англ. Sean Everet Johnson, нар. 31 травня 1989, Лільбурн, США) — футболіст США, воротар національної збірної США та клубу «Нью-Йорк Сіті».
У складі збірної — володар Золотого кубка КОНКАКАФ.

## Клубна кар'єра
Вихованець футбольної школи клубу «ЮСФ Найтс».
У дорослому футболі дебютував 2009 року виступами за команду клубу «Атланта Блекгокс», в якій протягом року взяв участь у 7 матчах чемпіонату.
Своєю грою за цю команду привернув увагу представників тренерського штабу клубу «Чикаго Файр», до складу якого приєднався 2010 року. Відіграв за команду з Чикаго наступні шість сезонів своєї ігрової кар'єри. Більшість часу, проведеного у складі «Чикаго Файр», був основним гравцем команди.
До складу клубу «Нью-Йорк Сіті» приєднався 2016 року.

## Виступи за збірні
2009 року залучався до складу молодіжної збірної США. На молодіжному рівні зіграв у 4 офіційних матчах.
2011 року дебютував в офіційних матчах у складі національної збірної США. Станом на 17 липня 2017 року провів у формі головної команди країни 5 матчів.
У складі збірної був учасником розіграшу Золотого кубка КОНКАКАФ 2013 року у США, здобувши того року титул континентального чемпіона, розіграшу Золотого кубка КОНКАКАФ 2017 року у США.

## Статистика виступів

### Статистика клубних виступів
| Сезон                   | Команда                 | Чемпіонат               | Чемпіонат | Чемпіонат | Національний кубок | Національний кубок | Національний кубок | Континентальні кубки | Континентальні кубки | Континентальні кубки | Інші змагання | Інші змагання | Інші змагання | Усього | Усього |
| Сезон                   | Команда                 | Ліга                    | Ігор      | Голів     | Ліга               | Ігор               | Голів              | Ліга                 | Ігор                 | Голів                | Ліга          | Ігор          | Голів         | Ігор   | Голів  |
| ----------------------- | ----------------------- | ----------------------- | --------- | --------- | ------------------ | ------------------ | ------------------ | -------------------- | -------------------- | -------------------- | ------------- | ------------- | ------------- | ------ | ------ |
| 2010                    | «Чикаго Файр»           | МЛС                     | 13        | -17       | LHUSOC             | 1                  | -0                 | СЛ                   | 2                    | -1                   | -             | -             | -             | 16     | -18    |
| 2011                    | «Чикаго Файр»           | МЛС                     | 28        | -37       | LHUSOC             | 4                  | -3                 | -                    | -                    | -                    | -             | -             | -             | 32     | -40    |
| 2012                    | «Чикаго Файр»           | МЛС                     | 31+1      | -38 + -2  | -                  | -                  | -                  | -                    | -                    | -                    | -             | -             | -             | 32     | -40    |
| 2013                    | «Чикаго Файр»           | МЛС                     | 28        | -39       | LHUSOC             | 3                  | -4                 | -                    | -                    | -                    | -             | -             | -             | 31     | -43    |
| 2014                    | «Чикаго Файр»           | МЛС                     | 33        | -49       | LHUSOC             | 1                  | -6                 | -                    | -                    | -                    | -             | -             | -             | 34     | -55    |
| 2015                    | «Чикаго Файр»           | МЛС                     | 21        | -32       | LHUSOC             | 3                  | -2                 | -                    | -                    | -                    | -             | -             | -             | 24     | -34    |
| 2016                    | «Чикаго Файр»           | МЛС                     | 22        | -37       | LHUSOC             | 0                  | -0                 | -                    | -                    | -                    | -             | -             | -             | 22     | -37    |
| Усього за «Чикаго Файр» | Усього за «Чикаго Файр» | Усього за «Чикаго Файр» | 176+1     | -249 + -2 |                    | 12                 | -15                |                      | 2                    | -1                   |               |               |               | 191    | -267   |
| 2017                    | «Нью-Йорк Сіті»         | МЛС                     | 3         | -2        | LHUSOC             | 0                  | -0                 | -                    | -                    | -                    | -             | -             | -             | 3      | -2     |
| Усього за кар'єру       | Усього за кар'єру       | Усього за кар'єру       | 179+1     | -251 + -2 |                    | 12                 | -15                |                      | 2                    | -1                   |               |               |               | 194    | -269   |

## Досягнення
- Володар Золотого кубка КОНКАКАФ: 2013, 2017, 2021
- Срібний призер Золотого кубка КОНКАКАФ: 2019
- Переможець Ліги націй КОНКАКАФ: 2023